# Leichhardt River
Der Leichhardt River ist ein Fluss im Nordwesten des australischen Bundesstaates Queensland.

## Namensherkunft
Der Fluss ist nach dem deutsch-australischen Forscher Ludwig Leichhardt (1813–1848) benannt.

## Geografie
Der Leichhardt River entspringt bei Rifle Creek an den Südwesthängen der Three Sisters, einer niedrigen Bergkette südöstlich von Mount Isa, und fließt nach Norden zum Lake Julius. Kurz nachdem er diesen an dessen Nordende wieder verlassen hat, wendet er seinen Lauf nach Osten, um bei der Ortschaft Kajabbi in einem Bogen zunächst nach Nordosten und dann wieder nach Norden zu fließen. Nordöstlich von Burketown mündet er in den Golf von Carpentaria.
Der Fluss hat ein Einzugsgebiet von 32.878 km², in dem hauptsächlich Bergbau und Viehzucht betrieben werden.
Er führt nicht das ganze Jahr über Wasser. Der Oberlauf wird in der Trockenzeit zu einer Reihe von Wasserlöchern. Einzugsgebiet und Ästuar des Leichhardt River befinden sich in nahezu unberührtem Zustand.
Die Stauseen am Fluss sind der Lake Moondarra und der Lake Julius. Etwa 50 km flussaufwärts von der Mündung befinden sich die Leichhardt-Fälle.

### Nebenflüsse mit Mündungshöhen
Der Leichhardt River hat folgende Nebenflüsse:
- Rifle Creek – 405 m
- Richards Creek – 396 m
- Pothole Creek – 394 m
- Browns Creek – 387 m
- Stockyard Creek – 374 m
- Sybella Creek – 371 m
- Mica Creek – 358 m
- Lena Creek – 354 m
- Gum Creek – 295 m
- Gorge Creek – 290 m
- Duffers Creek – 288 m
- Leichhardt River East Branch – 271 m
- Police Creek – 240 m
- Doughboy Creek – 236 m
- Conglomerate Creek – 231 m
- Sunday Gully – 226 m
- Wager Creek – 225 m
- Paroo Creek – 224 m
- Bower Bird Creek – 197 m
- Narrowgret Creek – 187 m
- Slaughter Creek – 179 m
- Cordelia Creek – 166 m
- Miranda Creek – 162 m
- Target Creek – 161 m
- Prospector Creek – 152 m
- Centipede Creek – 150 m
- Six Mile Creek – 143 m
- Cabbage Tree Creek – 130 m
- Coppermine Creek – 104 m
- Saint Paul Creek – 102 m
- Nineteen Mile Creek – 97 m
- Eureka Creek – 91 m
- Gunpowder Creek – 65 m
- Gidya Creek – 54 m
- Mittgudi Creek – 46 m
- Sandy Creek – 40 m
- Nardoo Creek – 36 m
- Martins Gully – 36 m
- Eight Mile Creek – 36 m
- Fiery Creek – 21 m
- First Creek – 20 m
- Woodbine Creek – 11 m
- Bosun Creek – 9 m
- Lagoon Creek – 5 m

### Stauseen und Wasserlöcher
Er durchfließt die folgenden Stauseen und Wasserlöcher:
- Lake Moondarra – 325 m
- Lake Julius – 231 m
- Yamboolah Waterhole – 64 m
- Eight Mile Waterhole – 31 m

## Sanierung
2009 investierte die Bergbaugesellschaft Xstrata drei Millionen australische Dollar in die Sanierung des Flusses. Im Laufe der Arbeiten wurden 40.000 Tonnen Material aus dem Flussbett entfernt.

## Fossilienfunde
Am Flusslauf fand man Fossilien. 2011 entdeckten Paläontologen ein unbekanntes, historisches Beuteltier.